# Stazione di Carpentras
La stazione di Carpentras (Gare de Carpentras in francese) è una stazione ferroviaria posta lungo la linea Parigi-Marsiglia a servizio della cittadina di Carpentras, nel dipartimento delle Vaucluse.

## Storia
La stazione di Carpentras fu riaperta al traffico il 25 aprile 2015.